# Where Myth Fades to Legend
Where Myth Fades to Legend è il secondo album della band post hardcore-screamo Alesana. È stato ultimato nel tardo marzo 2008. La data di pubblicazione (3 giugno) è stata annunciata nel MySpace di Shawn Milke il 24 febbraio. Come nell'album precedente, la maggior parte delle canzoni si riferiscono a fiabe ed a leggende. L'album è stato prodotto da Steve Evetts e registrato a Los Angeles, California. Il primo singolo estratto è "Seduction"

## Tracce
1. This Is Usually the Part Where People Scream – 3:46
2. Goodbye, Goodnight, for Good – 3:15
3. Seduction – 4:46
4. A Most Profound Quiet – 3:17
5. Red and Dying Evening – 3:28
6. Better Luck Next Time, Prince Charming – 3:20
7. The Uninvited Thirteenth – 3:40
8. Sweetheart, You Are Sadly Mistaken – 5:22
9. And They Call This Tragedy – 3:43
10. All Night Dance Parties in the Underground Palace – 3:18
11. Endings Without Stories – 3:59
12. As You Wish – 3:26
13. Obsession Is Such an Ugly Word – 5:56

## Formazione
- Dennis Lee - voce
- Shawn Milke - voce, chitarra, piano
- Patrick Thompson - chitarra
- Adam Ferguson - chitarra, voce
- Shane Crump - basso
- Jeremy Bryan - batteria